# Гадание на кофейной гуще
Гадание на кофейной гуще — вид тассеографии (гадания), состоящий в изучении формы кофейной гущи, остающейся в чашке после того, как кофе выпит. В русском языке выражение «гадание на кофейной гуще» часто употребляется для обозначения ни на чём не основанных прогнозов.
Гадание на кофейной гуще — одно из самых распространённых проявлений бытового оккультизма. Появилось при дворах турецких султанов и русских царей, позднее распространилось по всей Восточной Европе. На русском языке выпущено немало пособий (в том числе и «Энциклопедия гадания на кофейной гуще») и справочников для интерпретации кофейных узоров.
Для гадания кофе готовят так, чтобы гуща попала в чашку — по-восточному или просто заливают водой.
Процедура гадания на кофейной гуще, как правило, состоит в опрокидывании накрытой блюдцем чашки с кофейной гущей. При этом гуща растекается по стенкам чашки. Изучая кофейные следы, оставленные на чашке, делают предсказания. Многие пособия советуют сопровождать этот ритуал заклинаниями.
Среди кофейных узоров выделяют линии, кружки, короны, ромбики, кресты, квадраты, углы, треугольники, овалы, дома, животных, мебель, окна, человеческие фигуры, цветы, деревья, цифры, буквы. Каждому из них приписывается собственное значение.